# Kunstrijden op de Olympische Winterspelen 2018 - Team
De landenwedstrijd in het kunstrijden op de schaats tijdens de Olympische Winterspelen 2018 vond plaats op 9, 11 en 12 februari in de Gangneung Ice Arena in Pyeongchang, Zuid-Korea. Regerend olympisch kampioen was Rusland.
Dit onderdeel stond voor de tweede keer op het programma. Er namen tien landen aan de wedstrijd deel. Namens ieder land kwam er per kür een mannelijke en vrouwelijke solist, een paar en een ijsdanspaar in actie. In de korte en lange kür kon een andere deelnemer/ander paar in actie komen. Op deze wijze streden 70 deelnemers om de drie medailles.

## Programma
| 9 februari                       | 11 februari                                           | 12 februari                                            |
| -------------------------------- | ----------------------------------------------------- | ------------------------------------------------------ |
| korte kür mannen korte kür paren | korte kür ijsdansen korte kür vrouwen vrije kür paren | vrije kür mannen vrije kür vrouwen vrije kür ijsdansen |

## Uitslag
M = mannen solo , V = vrouwen solo, P = paren, IJ = ijsdansen
Per categorie werd per kür punten toekend in omgekeerde volgorde van de klassering (1e plaats 10 punten... 10e plaats 1 punt). Alleen de Top-5 landen na de korte kür kwalificeerden zich voor de lange kür.
Tussen haakjes de score.
| Rang | Land                           | Punten | Deelnemers                                                                     | Korte kür   | Vrije kür   |
| ---- | ------------------------------ | ------ | ------------------------------------------------------------------------------ | ----------- | ----------- |
| 0    | Canada                         | 00073  | M: Patrick Chan                                                                | 08 (81.66)  | 10 (179.75) |
| 0    | Canada                         | 00073  | V: Kaetlyn Osmond V: Gabrielle Daleman                                         | 08 (71.38)  | 08 (137.14) |
| 0    | Canada                         | 00073  | P: Meagan Duhamel / Eric Radford                                               | 09 (76.57)  | 10 (148.51) |
| 0    | Canada                         | 00073  | IJ: Tessa Virtue / Scott Moir                                                  | 10 (80.51)  | 10 (118.10) |
| 0    | Olympische atleten uit Rusland | 00066  | M: Michail Koljada                                                             | 03 (74.36)  | 09 (173.57) |
| 0    | Olympische atleten uit Rusland | 00066  | V: Jevgenia Medvedeva V: Alina Zagitova                                        | 10 (81.06)  | 10 (158.08) |
| 0    | Olympische atleten uit Rusland | 00066  | P: Jevgenia Tarasova / Vladimir Morozov P: Natalja Zabijako / Aleksandr Enbert | 10 (80.92)  | 08 (133.28) |
| 0    | Olympische atleten uit Rusland | 00066  | IJ: Jekaterina Bobrova / Dmitri Solovjov                                       | 08 (74.76)  | 08 (110.43) |
| 0    | Verenigde Staten               | 00062  | M: Nathan Chen M: Adam Rippon                                                  | 07 (80.61)  | 08 (172.98) |
| 0    | Verenigde Staten               | 00062  | V: Bradie Tennell V: Mirai Nagasu                                              | 06 (68.94)  | 09 (137.53) |
| 0    | Verenigde Staten               | 00062  | P: Alexa Scimeca / Chris Knierim                                               | 07 (69.75)  | 07 (126.56) |
| 0    | Verenigde Staten               | 00062  | IJ: Maia Shibutani / Alex Shibutani                                            | 09 (75.46)  | 09 (112.01) |
| 004  | Italië                         | 00056  | M: Matteo Rizzo                                                                | 06 (77.77)  | 07 (156.11) |
| 004  | Italië                         | 00056  | V: Carolina Kostner                                                            | 09 (75.10)  | 07 (134.00) |
| 004  | Italië                         | 00056  | P: Nicole Della Monica / Matteo Guarise P: Valentina Marchei / Ondřej Hotárek  | 04 (67.62)  | 09 (138.44) |
| 004  | Italië                         | 00056  | IJ: Anna Cappellini / Luca Lanotte                                             | 07 (72.51)  | 07 (107.00) |
| 005  | Japan                          | 00050  | M: Shoma Uno M: Keiji Tanaka                                                   | 10 (103.25) | 06 (148.36) |
| 005  | Japan                          | 00050  | V: Satoko Miyahara V: Kaori Sakamoto                                           | 07 (68.95)  | 06 (131.91) |
| 005  | Japan                          | 00050  | P: Miu Suzaki / Ryuichi Kihara                                                 | 03 (77.42)  | 06 (97.67)  |
| 005  | Japan                          | 00050  | IJ: Kana Muramoto / Chris Reed                                                 | 06 (62.15)  | 06 (87.88)  |
|      |                                |        |                                                                                |             |             |
| 006  | China                          | 00018  | M: Yan Han                                                                     | 04 (77.10)  |             |
| 006  | China                          | 00018  | V: Li Xiangning                                                                | 04 (58.62)  |             |
| 006  | China                          | 00018  | P: Yu Xiaoyu / Zhang Hao                                                       | 06 (69.17)  |             |
| 006  | China                          | 00018  | IJ: Wang Shiyue / Liu Xinyu                                                    | 04 (56.98)  |             |
| 007  | Duitsland                      | 00016  | M: Paul Fentz                                                                  | 02 (66.32)  |             |
| 007  | Duitsland                      | 00016  | V: Nicole Schott                                                               | 03 (55.32)  |             |
| 007  | Duitsland                      | 00016  | P: Aliona Savchenko / Bruno Massot                                             | 08 (75.36)  |             |
| 007  | Duitsland                      | 00016  | IJ: Kavita Lorenz / Panagiotis Polizoakis                                      | 03 (56.88)  |             |
| 008  | Israël                         | 00013  | M: Oleksij Bytsjenko                                                           | 09 (88.49)  |             |
| 008  | Israël                         | 00013  | V: Aimee Buchanan                                                              | 01 (46.30)  |             |
| 008  | Israël                         | 00013  | P: Paige Conners / Evgeni Krasnopolski                                         | 02 (54.47)  |             |
| 008  | Israël                         | 00013  | IJ: Adel Tankova / Ronald Zilberberg                                           | 01 (44.61)  |             |
| 009  | Zuid-Korea                     | 00013  | M: Cha Jun-hwan                                                                | 05 (77.70)  |             |
| 009  | Zuid-Korea                     | 00013  | V: Choi Da-bin                                                                 | 05 (65.73)  |             |
| 009  | Zuid-Korea                     | 00013  | P: Kim Kyu-eun / Alex Kang-chan Kam                                            | 01 (52.10)  |             |
| 009  | Zuid-Korea                     | 00013  | IJ: Yura Min / Alexander Gamelin                                               | 02 (51.97)  |             |
| 010  | Frankrijk                      | 00013  | M: Chafik Besseghier                                                           | 01 (61.06)  |             |
| 010  | Frankrijk                      | 00013  | V: Maé-Bérénice Méité                                                          | 02 (46.62)  |             |
| 010  | Frankrijk                      | 00013  | P: Vanessa James / Morgan Ciprès                                               | 05 (68.49)  |             |
| 010  | Frankrijk                      | 00013  | IJ: Marie-Jade Lauriault / Romain Le Gac                                       | 05 (57.94)  |             |